# Анна Мария Гонзага-Невер
Анна Мария Гонзага-Невер (на италиански: Anna Maria di Gonzaga-Nevers; на френски: Anne Marie de Gonzague de Clèves, Anne Gonzague de Clèves-Nevers; * 1616, Париж; † 6 юли 1684, пак там) е благородничка от италиано-френския род Гонзага-Невер и чрез брак пфалцграфиня на Зимерн, наричана Пфалцпринцеса.
От нея произхождат видни фигури като осъденият френски крал Луи XVI.

## Произход
Анна е дъщеря на Карло I Гонзага (* 1630 † 1637), херцог на Невер, Ретел и Мантуа, и на съпругата му Катерина Лотарингска-Майен-Гиз (1585 – 1618). Тя е родена във френския кадетски клон на херцогския род Гонзага, който управлява Мантуа в Северна Италия. Титлите „херцог на Невер и на Ретел“ са придобити от семейство Гонзага, когато дядото на Анна по бащина линия, Лудовико Гонзага, един от най-малките синове на херцог Федерико II Гонзага и Маргарита Палеологина, се жени за наследницата на херцогствата Невер и Ретел през 1566 г. След това клонът на Невер се завръща да управлява отново Мантуа след Войната за мантуанското наследство, предизвикана отчасти от претенциите на баща ѝ, роден в Париж, към Мантуа и Монферат. С обещанието за подкрепа от френската корона, която естествено предпочита френски пер да управлява Мантуа, Карло I пристига там през януари 1628 г. и се провъзгласява за неин наследник и суверен. Майката на Анна е французойка, принадлежаща към ултракатолическия Дом Гиз – кадетски клон на кралския Дом Лотаринги. Ан, известна като Ан-Мари дьо Гонзаг на френски и понякога наричана „Ан Гонзаг дьо Невер“ или „Гонзаг дьо Клев“, тъй като е внучка на Хенриета дьо Клев, херцогиня на Невер, е най-малката от шестте деца на херцога и херцогинята от Мантуа. Тя има трима братя и две сестри:
- Франческо (* 1606 † 1622), наследствен принц;
- Бенедета († 1637), монахиня;
- Карло II (* 1609 † 1631), херцог на Невер и Ретел и Майен, съпруг на Мария Гонзага
- Луиза Мария (* 1611 † 1667) кралица на Полша и велика княгиня на Литва като съпруга на Владислав IV Васа и на Ян II Кажимеж;
- Фердинандо Гонзага († 1632);

## Биография
Въпреки че нейното име и бащина линия са от Мантуа, Анна Гонзага има предимно френски произход и е родена и живяла предимно във Франция. Вероятно остава във Франция и след като баща ѝ си връща Мантуа – градът на предците на неговите предци, тъй като градът е бил в руини от 1630 г., белязан от война, чума и брутално плячкосване от имперската армия.
Майка ѝ умира през 1618 г., когато Анна е само на две години. Първоначално семейството ѝ планира тя да стане монахиня, но тя е освободена от това задължение от смъртта на баща си през 1637 г., когато е на 21 години, и впоследствие води бурен живот. Тя живее в двора на Луи XIII и Анна Австрийска.
Влюбва се страстно в своя втори братовчед Анри II, херцог на Гиз. Впоследствие твърди, че е сключила таен брак с него през 1639 г., което той отрича. През 1640 г. Анна де облича като мъж, за да се присъедини към него в Седан, но той я оставя през 1641 г. Тя завежда дело срещу него с молба да бъде призната за негова съпруга.
На 24 април 1645 г. в Париж тя се омъжва, без много ентусиазъм, за Едуард, пфалцграф на Зимерн, 19-годишен безпаричен немски благородник, с десет години по-млад от нея. Тя става „пфалцграфиня на Зимерн“ и е известна на немски като Pfalzgräfin Anne и на английски като Anne, Princess Palatine. Съпругът ѝ става католик, за да се ожени за нея. Той е внук на крал Джеймс I от Англия и чичо на крал Джордж I от Великобритания. Ако Анна не го е била накарала да приеме Католицизма, английският трон може би е щял да премине към техните потомци.
Според италианския историк Г. Б. Интра Анна тя държи един от най-блестящите литературни салони през първите години от управлението на Луи XIV.
Бракът на втората ѝ дъщеря Анна Хенриета с Анри III Жул дьо Бурбон-Конде, херцог на Ангиен, идва да възстанови позицията ѝ. Анри Жул е братовчед на Луи XIV и е един от най-високопоставените мъже в двора. Той също е син на Луи II дьо Конде. Сестрата на Анна, полската кралица Луиза Мария Гонзага, определя Анна Хенриета за своя наследница и обещава да подкрепи кандидатурата на херцога на Ангиен за полския трон.
Принцеса Анна Мария успява да омъжи най-малката си дъщеря Бенедикта за херцога на Брауншвайг и Хановер. Анна Мария е довереница на Филип I, херцог на Орлеан. Тя урежда втория му брак с 19-годишната племенница на съпруга си, Елизабет Шарлота, дъщеря на Карл I Лудвиг, курфюрст Пфалц на Рейн.
Майката на Анна е член на „ултракатолическото“ семейство Гиз и Анна изглежда е била дълбоко отдадена на религията, особено в по-късните си години. Освен че е незаконно произлязла от папа, тя е внучка на Шарл II дьо Гиз, ръководител на Католическата лига на Франция. Анна успява да накара съпруга си да премине от Калвинизма към Католицизма въпреки заплахите на майка му Елизабет Стюарт да се отрече от всяко от децата си, които станат католици (Елизабет прощава на сина си с изненадваща бързина).
През 1663 г. Едуард умира на 37-годишна възраст. 40 години след смъртта му, най-младата от сестрите на Едуард, София фон дер Пфалц, обикновено наричана София Хановерска след брака ѝ с протестантския херцог Ернст Август Хановерски, е обявена за предполагаема наследница от тяхната втора братовчедка Анна Хановерска, кралица на Англия и Ирландия (по-късно кралица на Великобритания и Ирландия). София никога не е била обявявана за предполагаема наследница на Шотландия. Тя е щяла да има достъп до короната на Анна, ако не е била починала няколко седмици преди самата Анна. След смъртта на София нейният син Йохан Лудвиг, курфюрст на Хановер и херцог на Бррауншвайг-Люнебург, става наследник по презумпция. След смъртта на кралица Анна той става Джордж I, първият от кралете на хановерската линия. „Ако по-големият брат на София Едуард не бе приел католицизма“, пише Джордж Л. Уилямс, „е щщло да бъде възможно английският трон да се държи от неговите потомци“.
Анна играе важна роля в двора на Анна Австрийска, регентката на малолетния Луи XIV. Чрез един сън тя напуска дворцовия живот и се отдава на благотворителност. През 1671 г. тя отново се посвещава на Католицизма и напълно променя начина си на живот. Умира през 1684 г. Жак Босюе изнася прочутата си надгробна реч.

## Брак и потомство
∞ 24 април 1645 в Париж за принц Едуард фон дер Пфалц (* 5 октомври 1625, Хага; † 13 март 1663, Париж) от династията Вителсбахи, пфалцграф на Зимерн (1625 – 1663), син на Фридрих V, курфюрст на Пфалц, от когото има:
- Луиза Мария фон дер Пфалц (* 23 юли 1647, Париж; † 11 март 1679, Аахен), ∞ 1671 княз Карл Теодор Ото фон Залм (* 1645, † 1710), императорски фелдмаршал, от когото шест деца
- Анна Хенриета Юлия фон дер Пфалц (13 март 1648, Париж, † 23 февруари 1723, пак там), ∞ 1663 за Анри III Жул дьо Бурбон, (* 1643, † 1709), херцог на Ангиен и впоследствие принц на Конде, от когото има десет деца.
- Син (* 1650, † 1651)
- Бенедикта Хенриета Филипина фон дер Пфалц (* 14 март 1652, Париж, † 12 август 1730, Аниер сюр Сен), ∞ 1668 за херцог Йохан Фридрих фон Брауншвайг и Люнебург (* 1625 † 1679), от когото има четири деца.

- Пфалцграф Едуард фон Зимерн, съпруг
- Луиза Мария, дъщеря
- Анна Хенриета, дъщеря
- Бенедикта Хенриета, дъщеря